# Silas Papare
Silas Papare (18 décembre 1918 - 7 mars 1978) était un dirigeant de guérilla papou qui avait organisé la rébellion d'un bataillon papou de l'armée royale des Indes néerlandaises (KNIL) en décembre 1945. La rébellion fut réprimée l'année suivante.
Papare fonda alors le Partij Kemerdekaan Irian Indonesia ("parti pour l'indépendance de l'Irian indonésien") en novembre 1946. Il avait adopté le nom "Irian" pour désigner la Nouvelle-Guinée occidentale. Le mot iryan signifie "vaporeux" en langue biak et avait été utilisé par Frans Kaisiepo, le délégué de la Nouvelle-Guinée occidentale à la conférence de Malino en juillet 1946. 

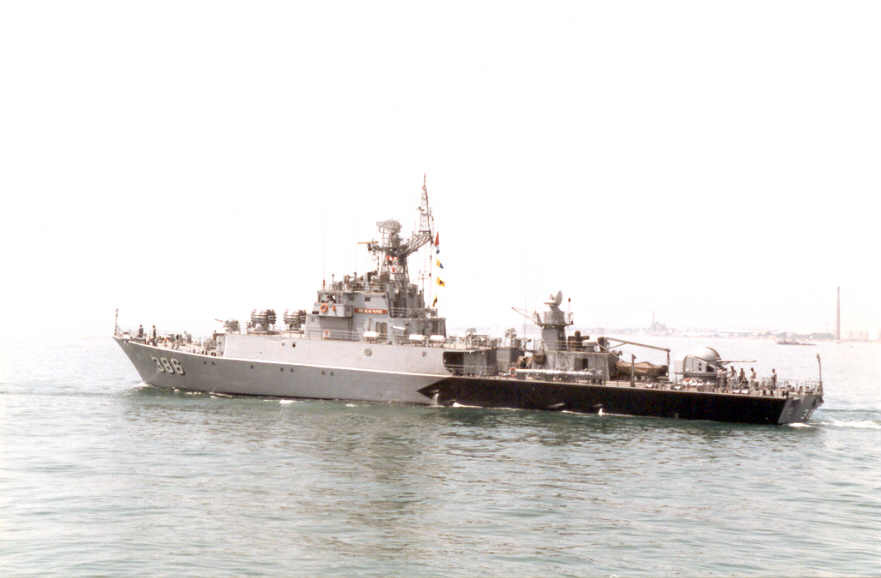
La corvette KRI Silas Papare (386)

Papare a été nommé héros national d'Indonésie. Une corvette de la classe Kapitan Pattimura de la Marine indonésienne a été nommée d'après lui.